# Kathryn Evans
Kathryn Evans (Londra, 6 marzo 1952) è un'attrice teatrale, cantante e ballerina britannica, noto soprattutto come interprete di musical teatrali.

## Biografia
Si è diplomata con la Royal Ballet School and Arts Educational.
Kathryn Evans è meglio conosciuta per il suo ruolo di protagonista nel musical di Andrew Lloyd Webber Evita. In seguito è apparsa nuovamente nel Teatro del West End, ricoprendo ruolo importanti in musical quali Anything Goes, Follies, Aspects of Love, Mack & Mabel e The Fix.
Intempi più recenti ha ricoperto il ruolo di Norma Desmond nel revival londinese del 2008 del musical di Lloyd Webber Sunset Boulevard , per il quale è stata candidata al Olivier Award per la migliore attrice protagonista in un Musical.
La sua ultima apparizione sulle scene risale al 2010, quando interpretò Dorothy Brook in 42nd Street a Chichester.